# Sohrab

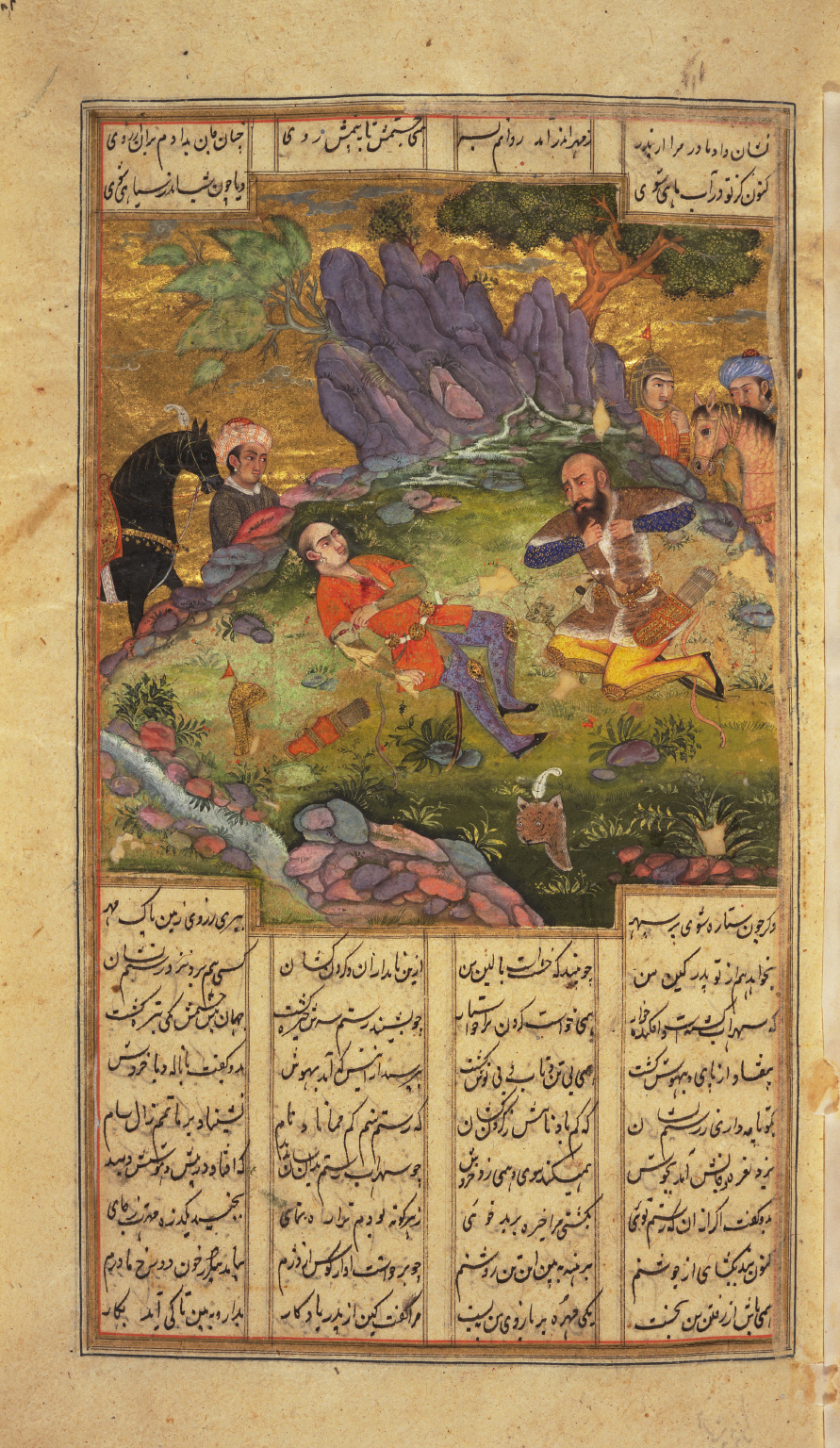
Rostam trauert um seinen toten Sohn Sohrab

Sohrāb (persisch سهراب, DMG Suhrāb) ist eine Heldenfigur aus dem Epos „Schāhnāme“ des persischen Dichters Firdausi. Er ist der Sohn von Rostam und Tahmine. 

## Herkunft und Bedeutung
Der Name Sohrab kommt aus dem persischen (سهراب) und ist als Vorname im persischsprachigen Raum verbreitet. Ursprünglich geht der Name auf das altpersische "Sorchapa" zurück mit der Bedeutung, "strahlendes und schönes Antlitz" oder „wein- oder rubinroten Glanz habend“. Sohrabs Mutter soll ihm der Legende nach den Namen gegeben haben, da er nach der Geburt beim Lächeln errötete.

## Rostam und Sohrāb im Schāhnāme
Die Lebensgeschichte von Sohrab (bei Rückert Suhrab) wird von Firdausi in einem eigenen Kapitel über Rostam und Sohrāb erzählt. Sohrāb kam als Sohn von Tahmine, der Tochter des Königs von Samangan, zur Welt. Er wurde in der Provinz Samangan geboren (im heutigen Afghanistan), während sein Vater Rostam im Iran war. Sohrāb wuchs vaterlos unter der Obhut von Afrasiab, dem König von Turan und Erbfeind von Iran auf. Er wurde aufgrund seiner körperlichen Überlegenheit zum größten Helden seiner Umgebung. Als Sohrāb von seiner Mutter erfuhr, dass Rostam sein Vater ist, entschied er sich, in den Iran zu ziehen, um seinen Vater Rostam zu treffen, und um für ihn den Thron von Iran zu erkämpfen. Sich selbst sah er als Thronfolger Turans.
Afrasiab ergriff die Gelegenheit und rüstete Sohrab mit einer Armee aus, damit er Iran angreife. Kai Kawus, der Schah von Iran, rief nun seinerseits Rostam zu Hilfe, um die Eindringlinge aus Turan aus dem Land zu werfen. Am Ende kam es zu einem entscheidenden Zweikampf zwischen Rostam und Sohrāb bei dem Rostam Sohrāb tötet. Im Sterben eröffnete Sohrāb dem völlig überraschten Rostam, dass er, Sohrāb, sein Sohn sei. Als Erkennungszeichen übergab er ihm einen Armreif, den Rostam einst der Mutter von Sohrāb geschenkt hatte.
Das turanische Heer zog sich daraufhin wieder nach Turan zurück. Rostam ließ seinen Sohn in seine Gruft überführen und zog für einige Zeit in die Einsamkeit, um den Tod seines Sohnes zu betrauern.

## Rostam und Sohrāb im Schāhnāme – Rückerts Nachdichtung
Die tragische Geschichte des alles überstrahlenden Helden Rostam, der seinen eigenen Sohn im Zweikampf tötet, gehört mit zu den herausragenden Erzählungen des an Geschichten reichen Schahnames. Firdausi erweist sich hier als wahrer Meister der Erzählkunst. Friedrich Rückert, der 1826 einen Ruf als Professor für orientalische Sprachen und Literaturen an die Universität Erlangen angenommen hatte, war von dem Werk Firdausis so beeindruckt, dass er die Geschichte 1838 in eigener Nachdichtung veröffentlicht hat. Mit dieser Nachdichtung hat Rückert mit der ihm eigenen Sprachbegabung die bildreiche persische Sprache (Indo-Europäisch) in eine eigenständige deutschsprachige Dichtung übertragen. Rückert beginnt mit: 

„Laß aus dem Königsbuch der Perser dir berichten
von Rostem und Suhrab die schönste der Geschichten,
von Heldenruhm, wie leicht er Frauenlieb' erwarb,
Und wie der eigne Sohn, erlegt vom Vater, starb!“

 Mit diesen vier einleitenden Zeilen gibt Rückert einen Ausblick auf die sich ankündigende Tragödie. 

Firdausi schildert die Gestalt des Sohrab mit folgenden Worten: 

„Von Leib ein Elefant,von Wangen Milch und Blut,
Rasch wie ein Hirsch gewandt, im Auge dunkle Glut,
Von Wuchse hoch und schlank, die Brust gewölbt von Mut.
Zwei Arme schwang er um sich her den Keulen gleich,
Und unten standen fest zwei Füße Seulen gleich.“